# Primrose Hill
Primrose Hill er en naturpark lige nord for Regent's Park i London med udsigt over the London skyline

## Green, Berry og Hill på Greenberry Hill
I 1600-tallet var området kendt som Greenberry Hill og her blev, ved et mærkeligt sammentræf, tre katolske præster ved navn Green, Berry og Hill henrettet ved hængning.
Det begyndte med, at magistraten Edmund Berry Godfrey 28.september 1678 blev opsøgt af to protestantiske præster, Titus Oates og Israel Tonge. Disse påstod at være i besiddelse af dokumenter, der beviste eksistensen af en sammensværgelse for at få Charles II afsat, så hans katolske lillebror James kunne blive konge i stedet for. I virkeligheden drejede det sig om falsknerier, for at sætte Englands katolikker i et dårligt lys.
Oates og Tonge ville have sir Godfrey til at bevidne deres edsaflæggelse på at dokumenterne var ægte. Han sagde da at han måtte få at vide, hvad der stod i papirene. Han beholdt også en kopi. Sandsynligvis advarede han også en katolsk bekendt af sig, Edward Coleman, om påstandene i dokumenterne.
12.oktober 1678 forsvandt sir Godfrey. 17.oktober blev han fundet i det, der dengang blev kaldt Greenberry Hill, død og gennemstukket af sit eget sværd. Men stiksåret havde ikke blødt, så lægen konkluderede med, at han havde været død i 4-5 dage da han blev stukket. Sir Godfrey havde mærke efter kvælning rundt om halsen, og konklusionen blev, at det også var dødsårsagen.
En katolik ved navn Miles Prance hævdede, at han 14. oktober var blevet ført til et hus, hvor han så sir Godfreys lig. Han indrømmede delagtighed i mordet, men påstod, at initiativet var taget af tre præster som han også navngav: Robert Green, Henry Berry og Lawrence Hill. Sir Godfrey skulle være blevet lokket til huset, kvalt og fragtet til Hampstead. Senere trak Prance forklaringen tilbage, men da han blev sat i fængsel, ombestemte han sig. Sådan blev præsterne Green, Berry og Hill uskyldig hængt på netop Greenberry Hill.
Prance indrømmede senere at have aflagt falsk forklaring. Officielt blev sagen aldrig løst. Det blev sagt, at sir Godfrey led af depressioner, og at hans brødre prøvde at skjule hans selvmord, så hans ejendomme ikke blev beslaglagt af kronen. Kriminalforfatteren John Dickson Carr tog sagen for sig i 1936, og konkluderede med, at den sandsynlige bagmand var Philip Herbert, 7.jarl af Pembroke. Baggrunden var at sir Godfrey havde efterforsket Herbert for mord og fundet ham skyldig, men en benådning fra Parlamentet havde reddet ham fra at blive henrettet. Herbert havde både motiv og ressourcer til at få sir Godfrey ryddet af vejen.
Som tilfældigt sammentræf minder episoden om den tid på 1700-tallet, da man i de britiske styrker i Karibien fandt en oberst ved navn Quarrel (= skænderi), en oberst Riddle (= gåde), og en kaptajn Muddle (= forvirring, kaos).